# Jambo Bwana
《Jambo Bwana》（斯瓦希里语，意为“你好，先生”）是一首肯尼亚流行歌曲。由肯尼亚乐队他们蘑菇首发于1982年，后来由很多其他团队和艺术家翻唱，其中包括Mombasa Roots、Safari Sound Band、Khadja Nin、Adam Solomon、Mani Kollengode和德国团队Boney M.。一些版本用了不同的名字，如“Jambo Jambo”和“Hakuna Matata”。
《Jambo Bwana》被广泛用于酒店流行歌，主要面向旅游听众。它的歌词包含斯瓦希里语的很多常用语组和问候语，如“Habari gani? Nzuri sana”（“过得很么样（事情怎么样）？非常好。”）和“Hakuna matata”（“没问题”）。他们蘑菇的原始版本也包含了斯瓦西里语的庆祝语、雷鬼音乐、非洲和“蘑菇汤”（参见迷幻蘑菇）
2025年8月9日，在Wikimania闭幕式上，WikiChoir演唱了这首歌。